# شرى البرد العائلي
شرى البرد العائلي (بالإنجليزية: Familial cold urticaria)‏ أو متلازمة البرد العائلي الالتهابية الذاتية  (بالإنجليزية: familial cold autoinflammatory syndrome ومختصره FCAS)‏ هي حالة موروثة بشكل شائد تمتاز بوجود طفحية والتهاب الملتحمة وحمى أو نفضان وآلام مفصلية يثار من خلال التعرض للبرد، وأحيانا درجات حرارة أقل من 22 درجة سيليزية (72 فهرنهايت).

يعد شرى البرد العائلي أحد أنواع شرى البرد.

## أسبابه
يعزى المرض إلى CIAS1 وهو مرض أخف من أمراض أخرى ضمن مجموعة تضم متلازمة ماكل - ويلز والمرض الالتهابي متعدد الأجهزة وليدي البدء. كما أنه مرض نادر يحدث بنسبة حالة واحدة لكل مليون شخص ويصيب عادة الأمريكيين والأوروبيين.
شرى البرد العائلي هو أحد أمراض المتلازمة الدورية المرتبطة بكرايوبايرين (CAPS) التي تحدث بسبب طفرة في جين CIAS1/NALP3 (أو NLRP3)في الموقع 1q44. وصف هوفمان ومجموعته المرض في مجلة ذا لانسيت المجلد 364.

## التأثيرات المهنية والاجتماعية
تأثير شرى البرد العائلي على جودة حياة المرضى بعيد المدى. وقد وجد استطلاع أجرى في الولايات المتحدة في عام 2008 أن «للتعامل مع المرض الكامن ومحاولة لتجنب أعراض مرض يتسبب بالألم ووهيج، ذكر المرضى بأن المرض يحد من نشاطات العمل والمدرسة والأسرة والأنشطة الاجتماعية. ووصف ثمانية وسبعون في المئة من المشاركين في الاستطلاع تأثير المرض على عملهم، بما في ذلك الغياب وضعف التقدم في العمل، وفي كثير من الأحيان، ترك وظائفهم نتيجة لمرضهم.»

## العلاج
يستعمل آناكينرا في علاج شرى البرد العائلي، وقد ظهر بأنه نافع، لكن هذا يعني حقنة يومية من دواء كبت مناعة في منطقة ما مثل أسفل البطن. The كما يستعمل كاناكينوماب، وهو ضد وحيد النسيلة.